# اچ‌ام‌اس نانساچ (۱۶۶۸)
اچ‌ام‌اس نانساچ (۱۶۶۸) (به انگلیسی: HMS Nonsuch (1668)) یک کشتی است که طول آن ۸۸ فوت ۳ اینچ (۲۶٫۹ متر) می‌باشد.